# Dème de Theódoros Ziákas
Le dème de Theódoros Ziákas, en grec moderne : Δήμος Θεόδωρου Ζιάκα / Dímos Theódorou Ziáka, est un ancien dème du district régional de Grevená, en Macédoine-Occidentale, Grèce. Depuis 2010, il est fusionné au sein du dème de Grevená.
Selon le recensement de 2011, la population du dème s'élève à 1 297 habitants.